# Parti Socialiste Républicain
De Parti Socialiste Républicain (PSR) was een Belgische socialistische politieke beweging.

## Historiek
Vanaf 1886 vonden er verschillende grote stakingen en protestacties plaats (waaronder bij de mijnwerkers) tegen de dreigende loondalingen, voor een kortere arbeidsduur en om het algemeen stemrecht af te dwingen. Hierbij kwamen tijdens schermutselingen tussen de ordediensten en demonstranten verschillende mensen om het leven. Zo werden 28 arbeiders (voornamelijk mijnwerkers) neergeschoten door de ordetroepen na de vernietiging van de glasfabriek van Eugène Baudoux te Jumet. Hierdoor ontstond er interne verdeeldheid binnen de prille socialistische beweging over de te volgen strategie. Uit deze interne verdeeldheid, en de uitsluiting van Alfred Defuisseaux uit de Belgische Werkliedenpartij (BWP), ontstond de Parti Socialiste Républicain (PSR) in 1887.
Deze beweging organiseerde op 13 mei 1887 een staking in Henegouwen, waarbij drie demonstranten door de politie gedood werden en de PSR-leiding er vervolgens van werd beschuldigd opgeroepen te hebben tot geweld. Uit de rechtszaak op 6 mei 1889 voor het hof van assisen te Bergen dat hierop volgde bleek evenwel dat het vermoedelijk politie-infiltranten betrof die de gewelddadigheden hadden uitgelokt om aanleiding te creëren om de socialistische leiders te arresteren. Zo zou de infiltrant Léon Pourbaix getracht hebben door middel van enkele dynamietstaven de gespannen situatie verder te doen escaleren. De PSR-leiding werd hierop vrijgesproken. Vervolgens kwam het tot een verzoening tussen de groep rond Defuisseaux enerzijds en de BWP anderzijds. In 1890 werd de PSR ontbonden.